# Jordbävningen i Cap-Rouge 1997
Jordbävningen i Cap-Rouge 1997 var en jordbävning uppmätt till 5,2 på Richterskalan som slog till mot södra Québec, Kanada den 5 november 1997 klockan 09:34 PM EST. Den kändes i södra Québec, östra Ontario, och delar av New England, USA. Totalt 17 efterskalv registrerades.

### Fotnoter
1. 1 2 3  Natural Resources Canada: The magnitude 5.2 Cap-Rouge, Quebec earthquake Arkiverad 15 maj 2006 hämtat från the Wayback Machine.

Den här artikeln är helt eller delvis baserad på material från engelskspråkiga Wikipedia.